# Mercedes-Benz W140
De Mercedes-Benz W140 is de fabrieksbenaming voor de Mercedes S-Klasse die van 1991 tot 1998 werd geproduceerd. Deze serie werd bijgenaamd Der Kathedral, vanwege de grootte van het model. De auto werd voor het eerst tentoongesteld op de Autosalon van Genève in maart 1991; de eerste auto's verlieten op 6 augustus 1991 de fabriek.
Na acht jaar werd de W140-serie S-Klasse uit de productie gehaald, en opgevolgd door de W220 S-Klasse in 1999.

## Modelontwikkeling
De ontwikkeling begon in 1981, de start van de productie was oorspronkelijk bedoeld voor oktober 1989. De hoofdontwerper was Bruno Sacco. Tussen 1982 en 1986 werden verschillende ontwerptekeningen opgesteld, op 9 december 1986 werd er een definitief eindontwerp geselecteerd. Verschillende prototypes werden vervolgens getest en het uiteindelijke productieontwerp werd bevroren in 1987, Duitse patenten werden ingediend op 23 februari 1988. In 1989 had Lexus de luxe sedan LS 400 gepresenteerd. Als reactie op hun kwaliteit besloot Daimler-Benz om vlak voor het begin van de productie in 1991 verbeteringen aan te brengen om de marktpositie van de W 140 te consolideren.
De W140 introduceerde innovaties zoals dubbele beglazing, bekrachtigde sluiting voor deuren en kofferdeksel, parkeermarkeringsstaafjes die opstegen uit de achterschermen bij inparkeren (niet meer leverbaar op latere voertuigen, vervangen door elektronische parkeerhulpfunctie) en een verwarmingssysteem dat, indien gewenst, warme lucht bleef afgeven nadat de motor was afgezet. Voor details zoals deze staat de W140 wel bekend als de laatste Mercedes die 'over-engineered' is, een Mercedes-eigenschap die het bedrijf vaak productvertragingen en budgetoverschrijdingen heeft bezorgd.
Net als voorganger W126 was de auto verkrijgbaar in twee wielbasislengtes en als coupé (C140). In 1991 werd een nieuwe 6 liter 402 pk V12-motor leverbaar (types 600 SEL/SEC). Een "V12"-embleem werd op de C-stijl aangebracht.

## Erkenning
De W140 S-Klasse werd benoemd tot "Beste luxe sedan ter wereld" door een autotest in Autocar.